# 몬트리올의 통근 열차
몬트리올의 통근 열차(프랑스어: Trains de banlieue de Montréal)는 봄바디어 트랜스포테이숀이 운행하고 퀘벡주의 공기업인 몬트리올 광역교통공사가 광역 몬트리올 지역에 운영하는 6개의 통근 열차 노선이다.
몬트리올의 첫 통근 열차는 19세기 말로 거슬러 올라가지만 주 공기업인 AMT가 기존 몬트리올 도시공동체 교통공사 (Société de transport de la communauté urbaine de Montréal, STCUM) 로부터 운행권을 넘겨받은 건 1996년 1월 1일이였다. AMT는 2017년 6월 1일에 광역교통공사의 새로운 브랜드 이름인 엑소 (exo) 로 바뀌었다. 오늘날 몬트리올의 통근 열차는 총 연장 254km에 62개 역으로 이루어져 있으며, 몬트리올의 교외 지역에서 출발하는 여섯 개의 노선은 시내의 루시앙 랄리에역 또는 몬트리올 상트랄역에 종착한다. 통근 열차 노선은 또한 광역 몬트리올 지역의 다양한 시내 및 광역 버스는 물론 몬트리올 지하철과 연결되어있다.
연간 2031만 명, 하루 평균 7만 1300여명이 이용하는 엑소의 통근 열차는 캐나다에서 두 번째로 가장 승객 수가 많은 통근철도 체계이고 북아메리카에서는 뉴욕 (LIRR, 뉴저지 트랜싯, 메트로 노스 철도), 시카고, 토론토, 필라델피아, 보스턴, 멕시코시티에 이어 일곱 번째로 승객이 가장 많다.

## 역사

### 초창기
캐나다에 처음으로 철도가 운행하기 시작한 곳은 1836년 캐나다의 대도시였던 몬트리올 섬 남쪽으로, 이 당시 몬트리올은 캐나다의 철도 중심지였고 철도 회사들도 이곳에 본사를 세웠다. 10년 뒤 몬트리올과 라신 철도 (Montreal and Lachine Railroad)가 몬트리올섬에 처음으로 철도를 놓았는데, 이 철도는 오늘날 존재하지 않지만 보나방튀르역과 라신을 잇는 13km 구간 철도로 몬트리올 최초의 교외 지역 철도로 여겨진다.
1880년대, 몬트리올섬 남쪽 연선을 따라 토론토로 이어지는 그랜드 트렁크 철도 (GTR) 연선을 따라 발전의 흐름이 보이기 시작하였다. 1887년, 캐나다 동쪽에서 태평양까지 처음으로 철도로 연결한 회사인 캐나다 태평양 철도가 보드뢰이유 방면으로 GTR 노선과 나란히 달리는 레이크쇼어 웨스트선 (Lakeshore West) 을 개통하였다. CP는 일요일을 제외하고 매일 한 차례씩 통근 열차를 운행하였으며 1893년에는 해당 노선이 리고까지 이어졌다. 새로운 경쟁에 맞서 GTR은 1896년에 통근 열차를 기존 도르발에서 보드뢰이유까지 연장하였다. 여름 기간에만 운행하였던 섬 서쪽의 철도역은 통근 열차가 연중 운행하게 되었다. 이와 동시에 1880년에는 생티야생트, 1882년 생트테레즈, 1887년 파넘, 1890년 밸리필드에 이어 1916년에는 그란비까지 통근 열차가 운행하였다.
1918년 10월 21일, 두몽타뉴선이 캐나다에서 처음으로 전철화되었다. 캐나다 북부 철도가 몽루아얄 지하로 시내의 몬트리올 상트랄역까지 이어지는 철도 노선을 지었는데 이를 짓기 위해 터널 북쪽에 통근열차 노선 근처에 뉴타운인 몽루아얄을 개발하였다. 이 노선은 1923년 캐나다 내셔널 철도가 인수하였고 25년에는 생퇴스타슈까지 이어졌다. 1945년에는 CN이 엉식과 몽레알노르로 이어지는 자그마한 지선을 지어 몬트리올의 통근 열차망이 하나둘씩 형성되었다.

### 쇠퇴기
1950년대부터 요금이 오르고 다른 교통 수단과 연계가 제대로 되지 않는 데다가 자동차가 보편화되고 지하철이 개통하면서 몬트리올의 철도는 점차 쇠락하였다. 1976년 이전에는 통근 열차가 과거의 산물로만 여겨져서 정부 지원을 받지 못했다. 통근 열차가 수입이 나지 않으면서 기존 철도 회사가 맡던 통근 열차 노선은 하나둘씩 운행을 중단하였다.
몬트리올과 남부 군 열차 (Montreal and Southern Counties Railway)의 그란비 방면 열차가 1956년에 운행이 중단되었고 CN의 보드뢰이유 방면 열차와 뉴욕 센트럴 철도의 밸리필드 방면 열차도 1961년에 운행을 중단하였다. 이후 1968년 11월 8일, 지하철 개통에 따른 승객 흡수로 몽레알노르로 이어지는 통근 열차도 운행을 중단하였다. 이후 1980년에는 CP의 파넘행 열차, 82년에는 생트테레즈행 열차가 운행을 중단하였다. 1968년에 생티야생트에서 몽생틸레르로 단축 운행한 CN 열차는 1988년 9월 9일에 운행을 중단하였다.

#### TRAMMM
1974년, 몬트리올 지역의 교통 계획을 수립하는 몬트리올 지역 교통 위원회 (Comité des transport de la région de Montréal, CTRM)는 몬트리올 지역과 곧 개업할 몬트리올 미라벨 국제공항을 이을 공항 철도를 설계하게 되었고 몬트리올-미라벨 공항 광역 급행 철도 (Transport rapide régionale aéroportunaire Montréal-Mirabel, TRRAMM)를 제안하였다. 1981년에 개통을 목표로 한 5억 달러 규모의 공항 철도는 지어지지 못하였지만 통근 열차를 다시 운행하는 방안은 다시 수면에 올랐고 관계 당국은 토론토의 GO 트랜싯과 같은 몬트리올 지역의 광역 통근 열차를 운행하기 위한 기관이 필요함을 깨달았다.

### 운행 재개
1976년, 퀘벡 주정부는 천정부지로 뛰는 공사비에 지하철과 고속도로 연장에 모라토리엄을 선언하였다. CTRM의 권고에 따라 퀘벡 정부는 1979년에 파리의 고속 교외 철도나 샌프란시스코의 BART, 애틀랜타의 MARTA와 같이 기존 철도를 광역 전철로 전환하여 운행하는 방안을 추진하였다. 지하철을 선호했던 몬트리올 도시공동체는 이 계획을 호의적으로 받아들이지 않았으며 1990년대 초까지 다양한 계획이 나왔지만 실행되지 않았다. 이후 통근 열차에 대한 관심이 지속되고 그에 따른 정부 보조금을 지원할 의향이 생겼다.

#### 공영화
1982년, 몬트리올 도시공동체 교통공사 (Commission de transport de la communauté urbaine de Montréal, CTCUM) 은 CN의 두몽타뉴 선과 CP의 리고 선의 운행을 맡게 되었다. 1980년대 말에 들어서서 이 두 통근열차 노선만 운행하였지만 요금 통합과 시와 주 정부의 주요 투자로 승객 수가 1960년대 이후로 최대치로 증가하였다. 이에 따라 몬트리올의 통근 열차는 천천히 재기에 성공하였다.
1990년 여름, 오카 사건 당시 오노레 메르시에 다리가 폐쇄되면서 상트랄역과 생티시도르까지 임시 열차가 운행하였다. 1997년, 몬트리올 광역교통기구 (AMT) 가 CTCUM으로부터 통근열차 운영권을 넘겨받고 1997년 5월 12일에 마리우스 뒤프렌 다리의 재건축 기간동안 교통 정체 해소 방침으로 장 탈롱 구 철도역에서 블랭빌까지 통근 열차를 운행하였다. 열차 운행이 성공을 거두자 이 열차 노선은 계속해서 운행하게 되었고 이후 1999년에 몬트리올 시내의 루시앙 랄리에역까지 이어지게 되었다. 2000년에는 몽생틸레르와 델슨으로 이어지는 통근 열차 노선이 운행을 시작하여다. 섬 동쪽은 통근 열차가 운행하지 않는 유일한 지역이였고 레팡티니 주민들은 통근 열차 유치 운동을 벌였고 2006년에 유치에 성공하였다. 하지만 레팡티니로 가는 마스쿠시선 열차 개통은 정치 공방과 예산 초과로 2014년까지 기다려야 했다.
2017년 6월 1일부터는 몬트리올 광역교통공사 (Réseau de transport métropolitain, RTM) 가 AMT와 몬트리올의 STM, 롱괴이의 RTL, 라발의 STL을 제외한 나머지 지역의 교통을 맡게 되었다. 2018년 5월 23일에는 이 이름이 엑소로 바뀌었다.

### 현대화
2000년대부터 AMT는 기존 역을 보수하고 신차는 물론 전철화에 대비하여 바이모달 기관차를 사들였다. 하지만 두몽타뉴선을 제외하고 보유하고 있는 노선이 없기 때문에 화물 열차와 운행 시간대와 노선을 조정하지 않는 이상 전철화하거나 열차 배차를 추가하기 힘들다.
경전철이 중전철보다 건설 및 유지·보수 비용이 적게 드는 관계로 몬트리올 교외 지역의 교통 수단 대안으로 부상하고 있다. 몬트리올 광역급행철도가 2021년에 개통하면 두몽타뉴선이 경전철로 전환될 예정이다.

## 노선

### 노선별 설명
몬트리올의 통근 열차는 5개의 노선과 51개 역이 있다.
| 노선 | 종점          | 종점 | 종점       | 개통 날짜       | 역 수 | 노선 길이 (km) | 역간 거리 평균 (m) | 평일 운행 횟수 (2018) | 평일 기준 평균 승차량 (2016) |
| ---- | ------------- | ---- | ---------- | --------------- | ----- | -------------- | ------------------ | --------------------- | ---------------------------- |
|      | 루시앙 랄리에 | ↔    | 허드슨     | 1887년          | 18    | 64.22          | 3,030              | 27                    | 16,000                       |
|      | 루시앙 랄리에 | ↔    | 생제롬     | 1997년 5월 12일 | 13    | 62.8           | 5,180              | 26                    | 14,200                       |
|      | 상트랄역      | ↔    | 몽생틸레르 | 2000년 5월 29일 | 7     | 34.9           | 5,760              | 14                    | 9,500                        |
|      | 루시앙 랄리에 | ↔    | 칸디악     | 2001년 9월 4일  | 9     | 25.6           | 3,200              | 18                    | 4,900                        |
|      | 상트랄역      | ↔    | 마스쿠시   | 2014년 12월 1일 | 13    | 50.1           | 4,150              | 16 (월-목) 14 (금)    | 7,400                        |

#### 두몽타뉴선

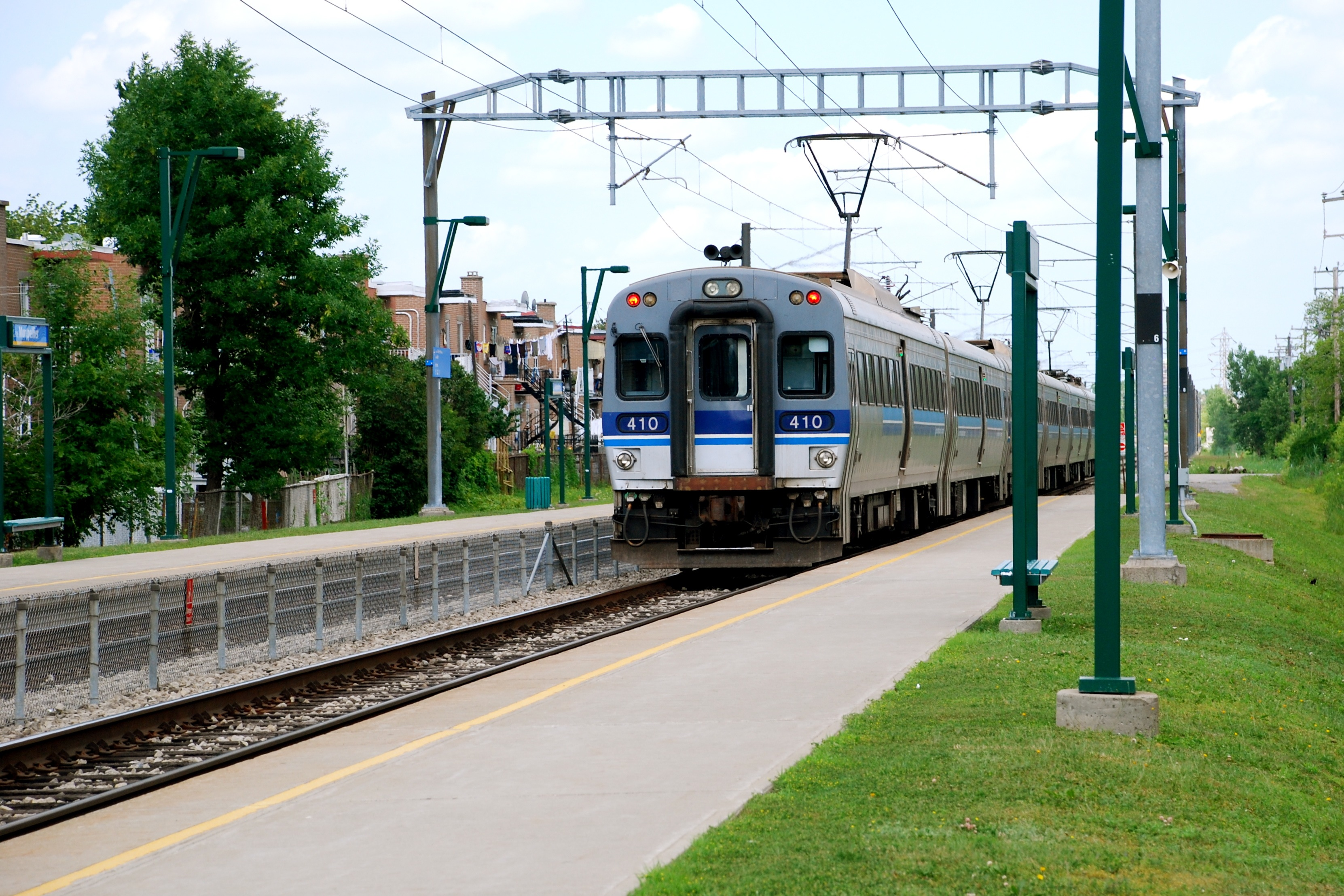
몽플리에역을 지나고 있는 봄바디어의 전기 기관차

몬트리올 지역은 물론 캐나다 전체에서 유일하게 70년동안 전기 기관차를 사용했던 노선으로, 몽루아얄 지하 터널을 따라 종착역인 몬트리올 상트랄역으로 향하던 노선이었다. 기존에 새로 지어진 교외 동네인 몽루아얄의 승객과 로랑티드 남쪽 지역의 화물을 실어나르고자 지어졌던 이 노선은 몬트리올 북서쪽의 교외 승객들을 실어나르는 통근 열차 노선으로 변모하였다.
1993년과 95년 사이에 전면 보수 작업이 이루어졌으며, 이에 따라 전력 공급 방식이 3천 볼트 직류에서 2만 5천 볼트 교류로 변경되었다. 2014년에는 AMT가 CN으로부터 이 노선을 9200만 달러에 매입하였다.
몬트리올 통근 열차 노선 중에서 승객이 가장 많았던 두몽타뉴 선은 양방향으로 20대씩 총 40대가 넘는 열차가 운행하였다.
2016년에는 CDPQ 인프라가 몬트리올 광역급행철도 (REM) 사업을 발표하여 두몽타뉴선은 공항, 두몽타뉴, 생탄드벨뷔, 브로사르와 상트랄역을 잇는 새로운 무인 경전철로 변환될 예정이다. REM 공사에 따라 2018년 4월 27일부터 금요일 오후 8시부터 일요일까지의 통근 열차 운행이 중단되었다. 2021년 1월 1일부터 두몽타뉴선은 광역급행철도 공사가 계속 진행되는 관계로 운행이 전면 중단되었다.

#### 보드뢰이유-허드슨선

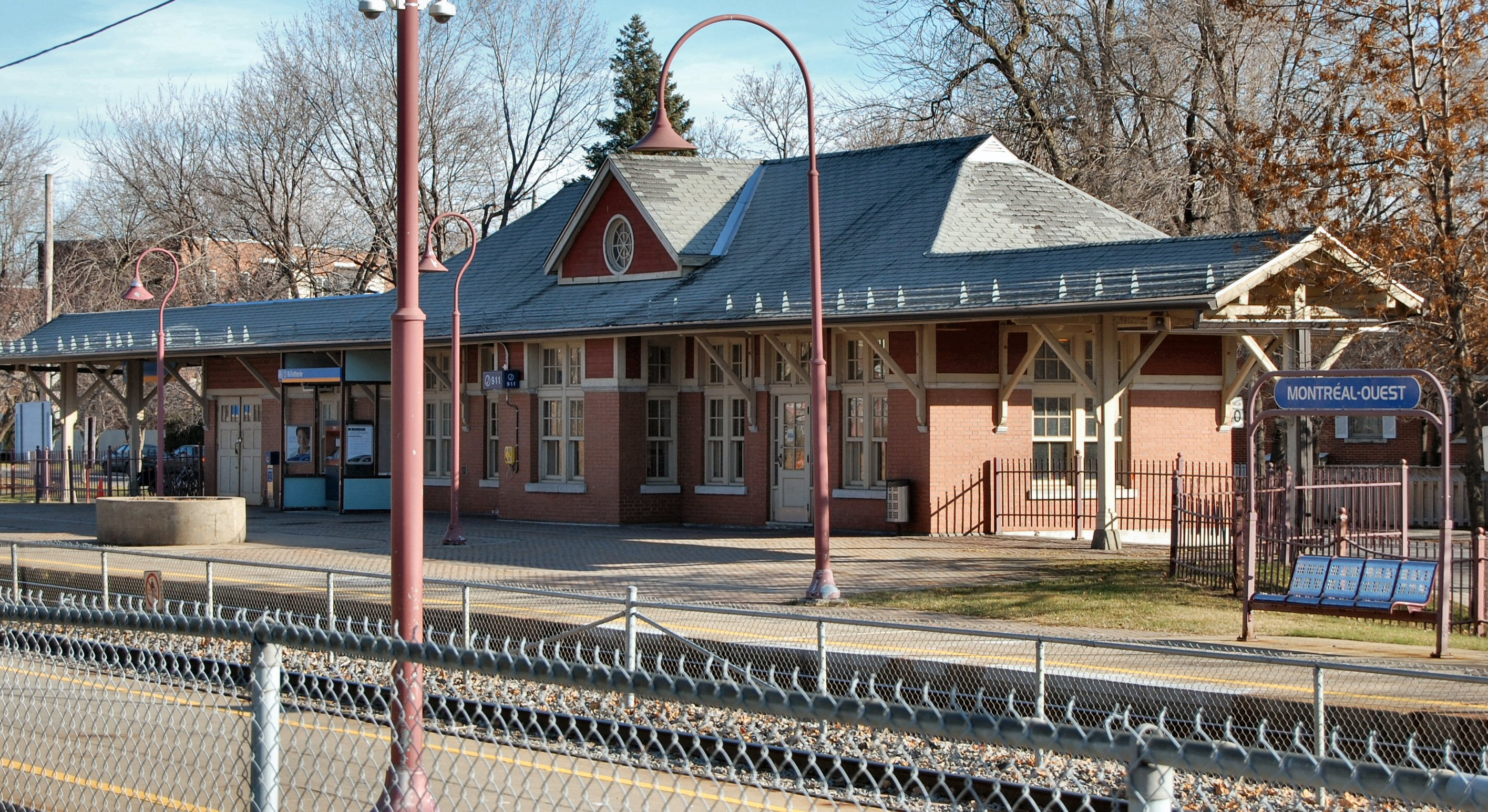
보드뢰이유-허드슨선 몽레알웨스트역

캐나다 태평양 철도가 지은 이 노선은 몬트리올과 토론토를 잇는 철도로 지어졌으며 1887년에는 몬트리올과 보드뢰이유 사이에 정거장 몇 군데가 추가되었다. 몬트리올섬 서쪽의 교외 지역에 개발 바람이 불자 CP는 1893년에 이 지역의 승객들을 실어나르기 위해 통근 열차를 운행하기 시작하였다. 몬트리올 종점은 달루지역으로 시작하여 1889년 윈저역, 이후 1997년에 루시앙 랄리에역으로 변경되었다.
1950년대에 들어서서 평일에 양방향으로 12대씩, 주말에는 3-4대씩 운행한다. 리고로 이어지는 열차는 운행이 중단되었지만 여전히 승객 수는 두 번째로 가장 많은 노선이고 역 수가 가장 많은 역이기도 하다. 루시앙 랄리에와 방돔역에서 몬트리올 지하철로 갈아탈 수 있다.

#### 생제롬선
기존에 임시로 운행하였던 생제롬선 열차는 많은 승객 수로 성공을 거두면서 정기 운행으로 가닥을 잡은 노선이다. 1997년부터 오늘날까지 역 수는 4개에서 13개로 늘어났으며 2007년 1월 7일에 생제롬으로 연장되면서 총 길이 62.8km의 가장 긴 통근 열차 노선으로 등극하였다. 몬트리올 시내의 루시앙 랄리에역에서 생제롬까지 1시간 18분이 걸린다.
생제롬선은 또한 루시앙 랄리에, 방돔, 파크, 드라콩코드역에서 몬트리올 지하철로 갈아탈 수 있다.

#### 몽생틸레르선
1988년에 운행이 중단된 몽생틸레르선 열차는 1990년대 말, 몬트리올과 강 남쪽을 잇는 다리의 교통량이 늘어나면서 2000년 5월 29일에 통근 열차로 다시 운행을 재개하였다.
몽생틸레르선은 보나방튀르역에서 몬트리올 지하철로 갈아탈 수 있다.

#### 칸디악선
2001년 9월 4일에 개통한 이 노선은 개통 당시 평일 두 편만 운행하였다. 2003년 9월, 칸디악선 열차는 네 편으로 증편되었고 2005년에는 몬트리올/델슨선이 칸디악으로 연장되었지만 여전히 25.6km로 가장 짧은 통근 열차 노선이다. 2017년, 튀르콧 교차로 재건축 공사에 대비하여 뒤카날역이 개통하였다.
칸디악선은 루시앙 랄리에와 방돔역에서 몬트리올 지하철로 갈아탈 수 있다.

#### 마스쿠시선
길이 52km의 마스쿠시선은 몬트리올 시내와 마스쿠시를 동서축으로 이으며, 정차역은 총 13개이다.
몬트리올 상트랄역을 출발하여 두몽타뉴선 열차와 같이 몽루아얄 터널을 따라 북쪽으로 운행하고 이후 CN 선로를 따라 동쪽으로 이어진다. 이후 이 노선은 푸앵토트랑블에서 세인트로렌스강을 건너며 레팡티니, 테르본과 마스쿠시로 이어진다.
마스쿠시선은 보나방튀르와 소베역에서 몬트리올 지하철로 갈아탈 수 있다.

### 요금
통근 열차 요금은 7개 구역으로 나뉘며, 몬트리올 광역 교통국 (Autorité régionale de transport métropolitain, ARTM)은 티켓을 두 종류로 나누었다. 통근 열차만 이용할 수 있는 트랭 (TRAIN) 티켓과 해당 구역의 통근 열차는 물론 지하철과 시내버스도 이용할 수 있는 트람 (TRAM) 티켓이 존재한다. 티켓은 한 장 또는 여러 장을 살 수 있으며, 티켓 여섯 장을 사는 경우에는 성인과 어린이, 학생, 노인 불문하고 한 장을 사는 것보다 보통 32%에서 36%가량 저렴하다.
티켓은 일회용 교통카드인 솔로 (Solo)를 통해 판매하고 재충전이 가능한 교통카드인 OPUS 카드에도 충전할 수 있다. OPUS 카드에는 광역 몬트리올 지역의 다양한 대중교통 운행 기관의 연간 및 월간 정기권과 티켓을 충전할 수 있다. 어린이와 모든 연령의 학생은 물론 만 65세 이상의 노인은 뒷면에 증명 사진이 포함된 OPUS 카드로 요금을 충전할 때 할인을 받을 수 있다.

### 운영 비용
통근 열차를 운영하는 데 필요한 건설, 유지·보수 및 인건비 등은 엑소가 부담한다. 하지만 승객 운임은 운영비의 40%만 충당하며 나머지는 해당 지자체가 40%를 부담하며 퀘벡 주정부가 정부 지원금으로 6%, 유류세와 차량 등록세를 통해 14%를 충당한다. 2017년 기준 몬트리올 통근 열차의 총 예산은 1억 7400만 달러였으며, 이 중 37%는 인건비, 23%는 차량 및 시설 유지·보수에 쓰였다.
| 운영비 및 재정자립도 | 운영비 및 재정자립도 | 운영비 및 재정자립도 | 운영비 및 재정자립도 | 운영비 및 재정자립도 | 운영비 및 재정자립도 | 운영비 및 재정자립도 | 운영비 및 재정자립도 | 운영비 및 재정자립도 |
| -------------------- | -------------------- | -------------------- | -------------------- | -------------------- | -------------------- | -------------------- | -------------------- | -------------------- |
| 노선                 | 2000                 | 2000                 | 2005                 | 2005                 | 2010                 | 2010                 | 2015                 | 2015                 |
| 노선                 | 운영비 (C$ 100만)    | 재정자립도           | 운영비 (C$ 100만)    | 재정자립도           | 운영비 (C$ 100만)    | 재정자립도           | 운영비 (C$ 100만)    | 재정자립도           |
|                      | 18.99                | 22.5%                | 22.73                | 26.6%                | 33.14                | 29.1%                | 32.14                | 36.9%                |
|                      | 8.18                 | 53.2%                | 11.82                | 62.7%                | 19.11                | 44.1%                | 29.59                | 43.0%                |
|                      | 2.35                 | 15.4%                | 10.98                | 47.5%                | 19.98                | 33.0%                | 22.12                | 42.5%                |
|                      |                      |                      | 4.37                 | 44.2%                | 9.27                 | 24.7%                | 10.21                | 41.1%                |
|                      |                      |                      |                      |                      |                      |                      | 24.74                | 22.3%                |
|                      | 24.70                | 47.5%                | 29.64                | 57.4%                | 35.22                | 53.6%                | 39.80                | 55.4%                |
| 합계                 | 70.13                | 38.4%                | 86.68                | 47.3%                | 116.7                | 39.3%                | 158.6                | 41.5%                |

### 승차량
통근 열차 승객 수는 1996년 690만 명에서 2017년 2031만 명으로 20여년만에 대폭 늘어났다. 이는 20년 사이에 역 수가 두 배로 늘어났기 때문이기도 하다. 승차량 수는 두몽타뉴선이 압도적으로 높으며 전체 승객 수의 38%를 차지한다.
| 노선별 연간 승차량 | 노선별 연간 승차량 | 노선별 연간 승차량 | 노선별 연간 승차량 | 노선별 연간 승차량 | 노선별 연간 승차량 | 노선별 연간 승차량 |
| ------------------ | ------------------ | ------------------ | ------------------ | ------------------ | ------------------ | ------------------ |
| 노선               | 2000               | 2005               | 2010               | 2015               | 2017               | 2017               |
|                    | 3,030,000          | 3,076,000          | 3,421,700          | 3,689,800          | 4,052,000          | 19.9%              |
|                    | 1,611,000          | 1,978,000          | 2,196,600          | 2,924,900          | 3,223,800          | 15.9%              |
|                    | 132,000            | 1,358,000          | 1,833,900          | 2,300,700          | 2,252,900          | 11.1%              |
|                    |                    | 523,000            | 672,900            | 1,093,100          | 1,204,700          | 5.9%               |
|                    |                    |                    |                    | 1,319,900          | 1,822,500          | 9.0%               |
|                    | 7,222,000          | 7,649,000          | 7,347,200          | 7,495,900          | 7,758,700          | 38.2%              |
| Total              | 11,992,300         | 14,583,500         | 15,471,700         | 18,824,300         | 20,314,800         | 100 %              |

### 노선 운영
몬트리올 통근 열차의 선로는 화물 철도 회사가 소유하고 있다. 캐나다 태평양 철도는 보드뢰이유-허드슨, 칸디악, 생제롬선의 67% 구간을 소유하고 있으며 캐나다 내셔널 철도는 몽생틸레르선과 마스쿠시선 58%를 소유하고 있다.
통근 열차 운행 횟수와 승객 수가 늘어나면서, 러시 아워에 특히 보드뢰이유-허드슨선에 통근 열차와 화물 열차를 동시에 운행하기 더욱 힘들어지고 있다. 화물 열차 운행에 따른 통근 열차 지연은 계속해서 늘어나고 있으며, 엑소는 이에 대해 열차 지연을 줄이고 선로 사용비를 지불하지 않기 위해 자주 사용하는 선로를 CN과 CP로부터 매입하기 시작하였다.
2015년 기준으로, 엑소는 두몽타뉴 선 전체 (29.9km)와, 파크선 생트테레즈역과 생제롬역 구간 (20.7km), 마스쿠시선 레팡티니와 마스쿠시역 구간 (12.6km), 몬트리올 및 오타와선 보드뢰이유-도리옹에서 리고 구간 (25.7km) 등 전체 운행 구간의 33%가량을 소유하고 있다. 이 구간에는 러시 아워에 통근 열차가 독점적으로 운행한다.

#### 열차 운행
2016년까지만 해도 몬트리올 통근 열차 운전은 CP 또는 CN 기관사들이 해당 선로에서 맡았다. 엑소는 2015년 기준 CN과 CP에 열차 운행에 들어간 인건비로 총 6800만 달러를 지불하였다.
2015년 말, AMT는 CN과 CP 기관사들을 대신할 새로운 외주 업체를 선정하는 작업에 돌입하였고, 2016년 가을, AMT는 봄바디어 트랜스포테이숀에 3억 3100만 달러 규모의 외주 업체로 선정하게 되었다.

### 관제 시설
관제 및 감시 센터는 매일 24시간 GPS로 각 열차의 위치를 실시간으로 추적한다. 또한 각 지역별 관제소 직원들이 카메라로 감시하고 현장에 있는 120여명의 검표원과 보안관들을 지시한다. 또한 관제소 직원들은 선로 소유주인 CN과 CP와 상시 연락망을 구축하고 있다.

## 차량

### 기관차
엑소는 디젤, 바이모달, 전기 기관차 등 다양한 종류의 기관차를 보유하고 있다.

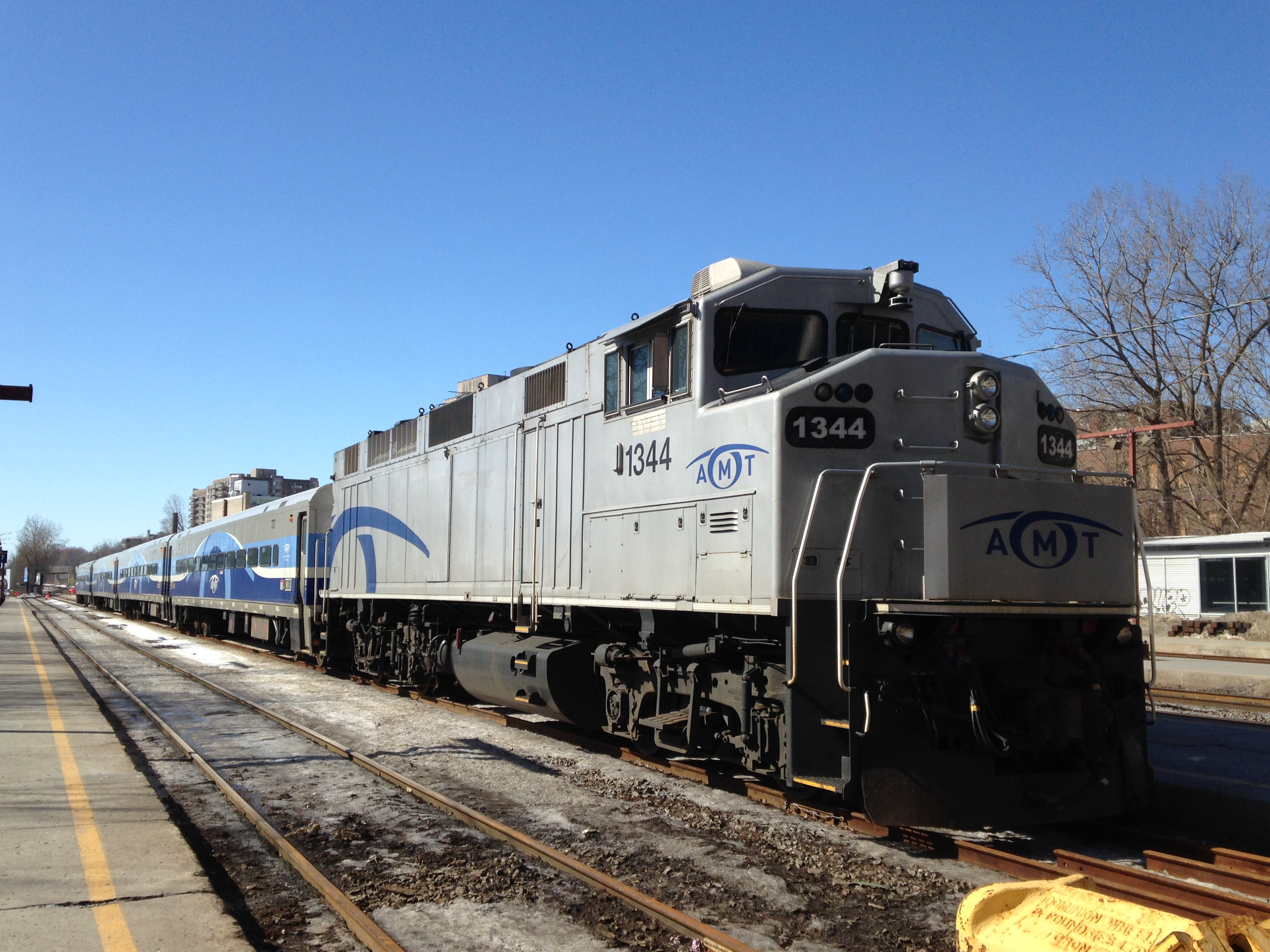
F59PH
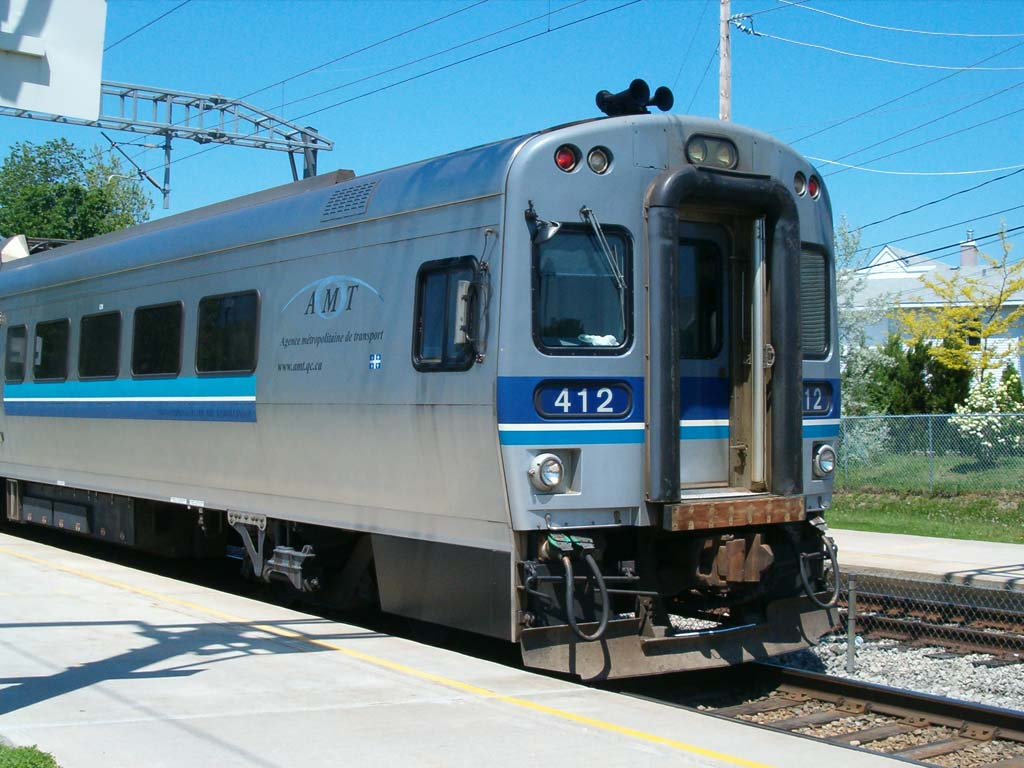
MR-90
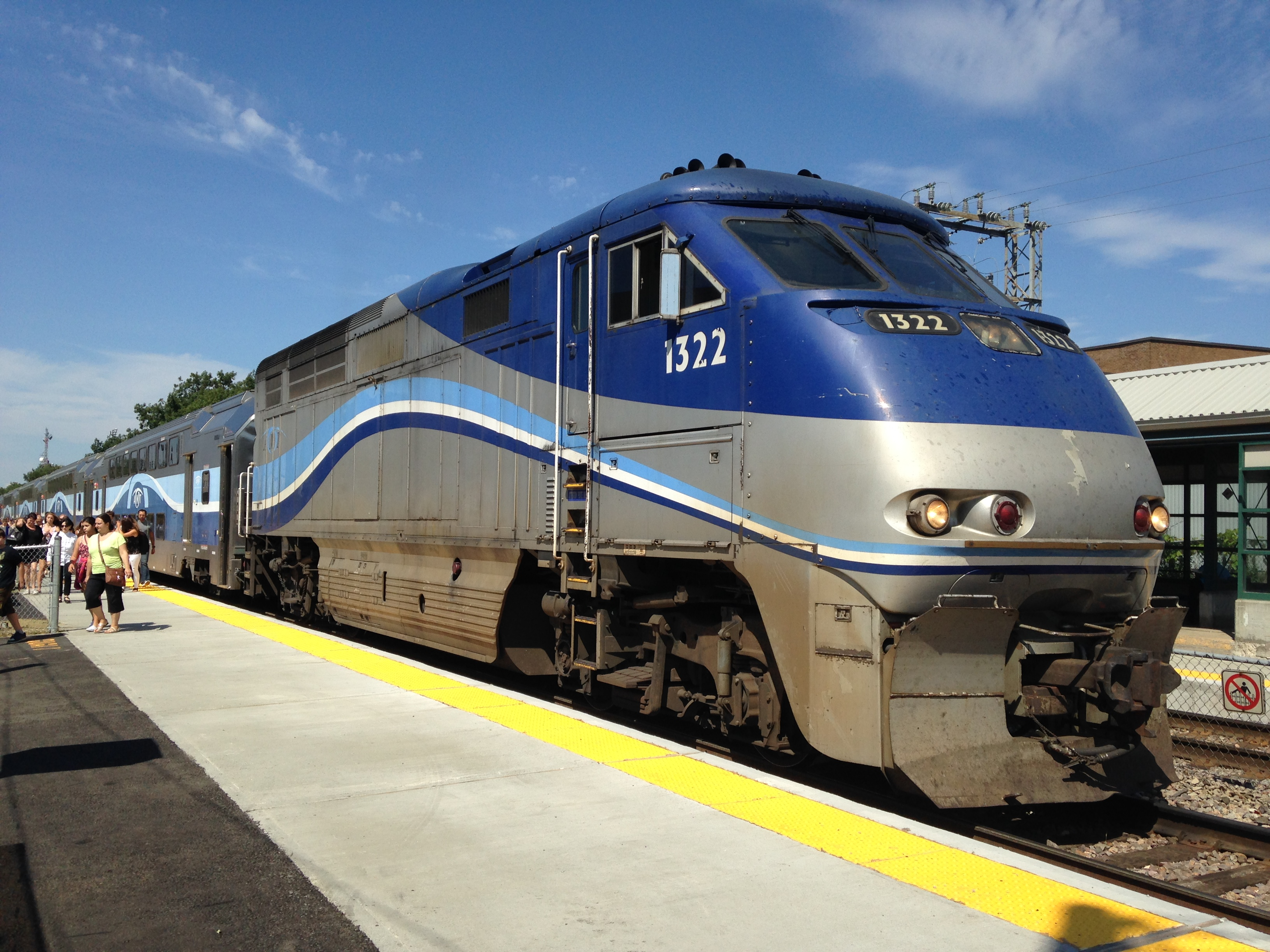
F59PHI
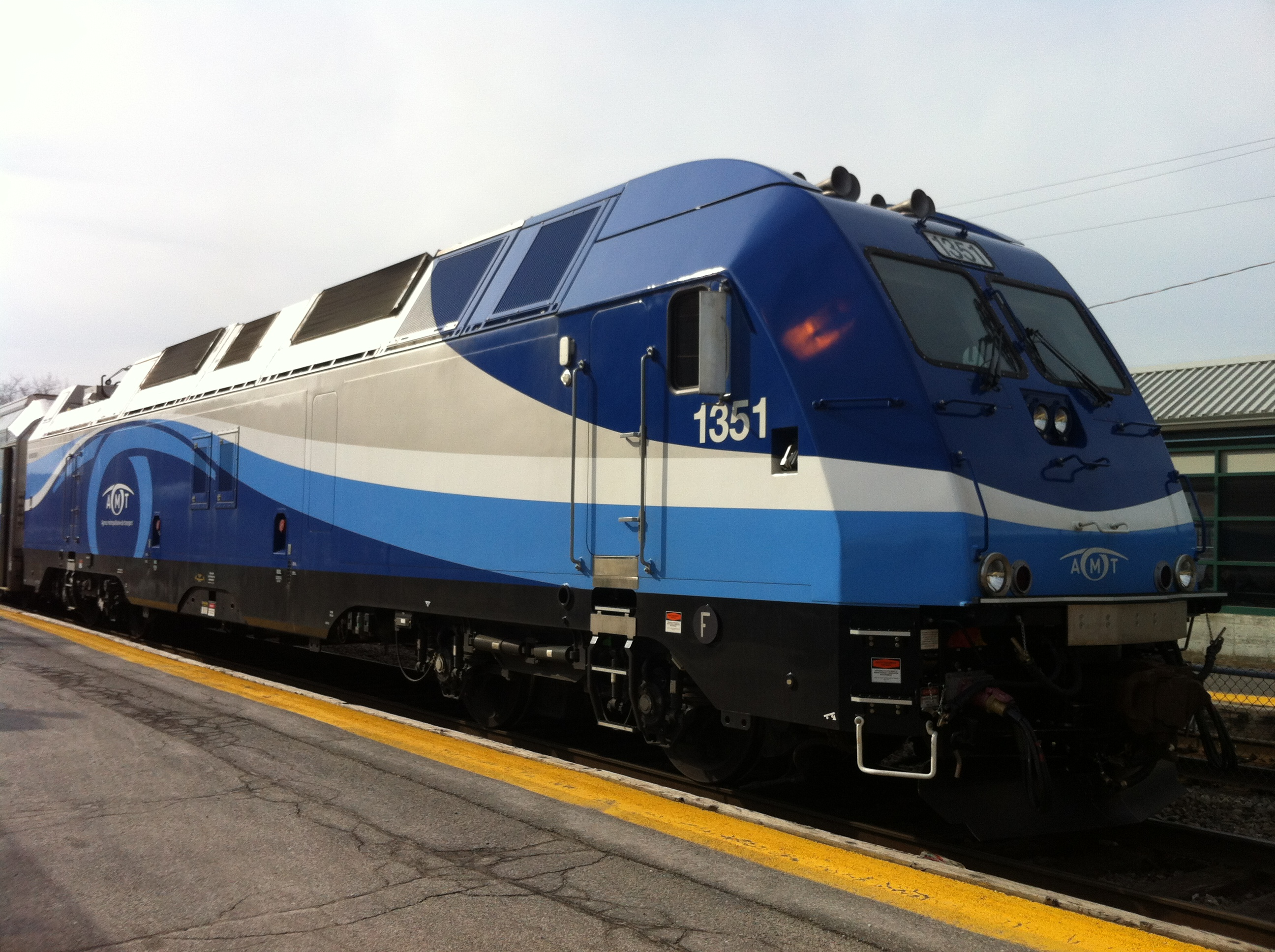
ALP-45DP

| 기종              | 차량 번호 | 수주 연도 | 운행 노선 | 차량 대수 | 비고                            |
| ----------------- | --------- | --------- | --------- | --------- | ------------------------------- |
| EMD F59PHI        | 1320-1330 | 2000-2001 |           | 11        |                                 |
| EMD F59PH         | 1340-1349 | (1990)    |           | 10        | 2011년에 GO 트랜싯으로부터 매입 |
| 봄바디어 ALP-45DP | 1350-1369 | 2011-2012 |           | 20        | 바이모달 기관차                 |

#### 퇴역한 기관차
통근 열차에 처음으로 사용된 기관차는 증기 기관차였다. 1893년, CP는 통근 열차 전용 기관차를 선보였는데, 이는 탱크식 증기 기관차이자 제어차량이었다. 전기 기관차는 1918년 몽루아얄 지하 터널이 개통하면서 운행을 시작하였고, 디젤 전동차는 1950년대 초반에 도입되었고 1960년 11월 6일에 증기 기관차를 완전 교체하였다.

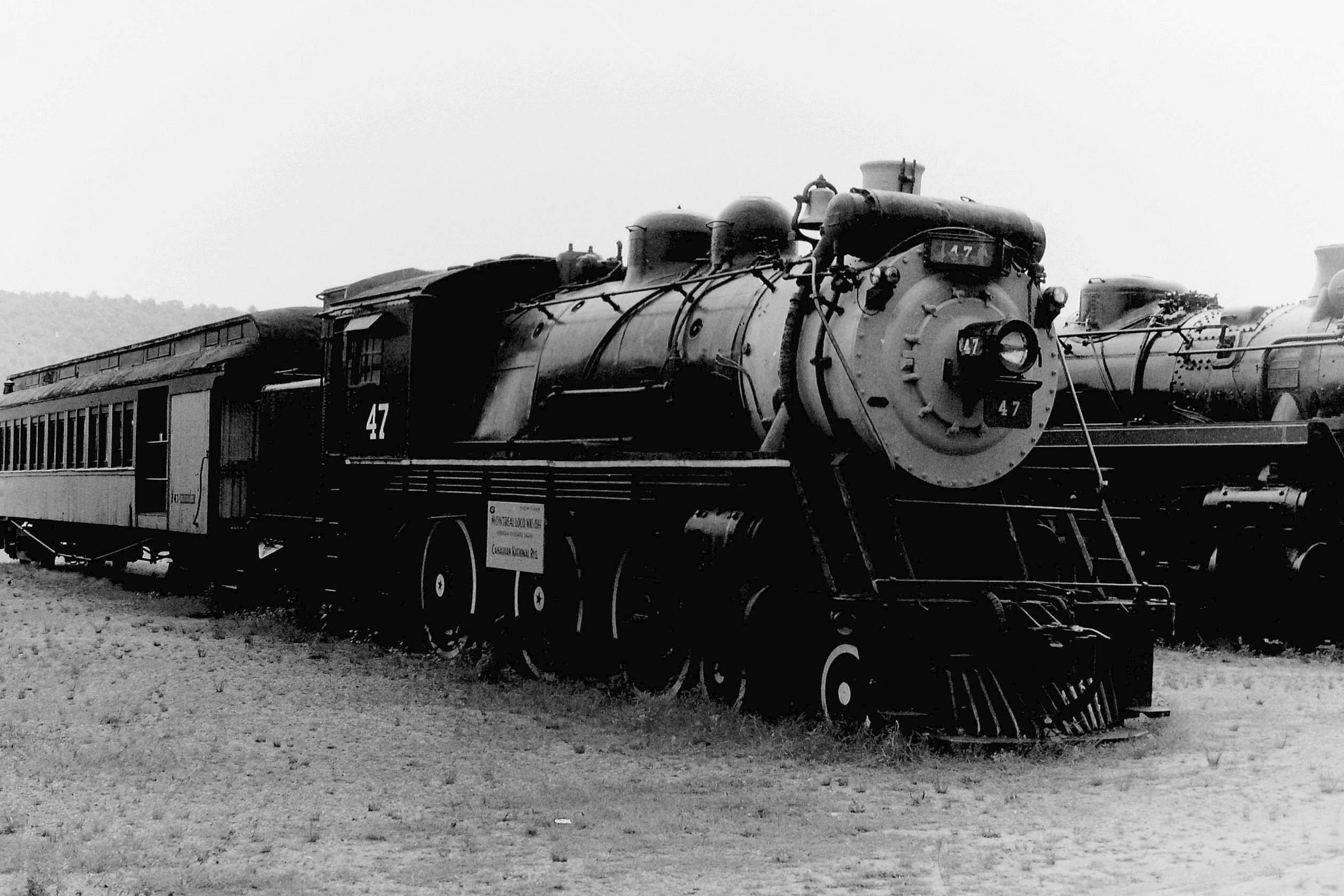
GT X-10A "허드슨" (1914-1955)
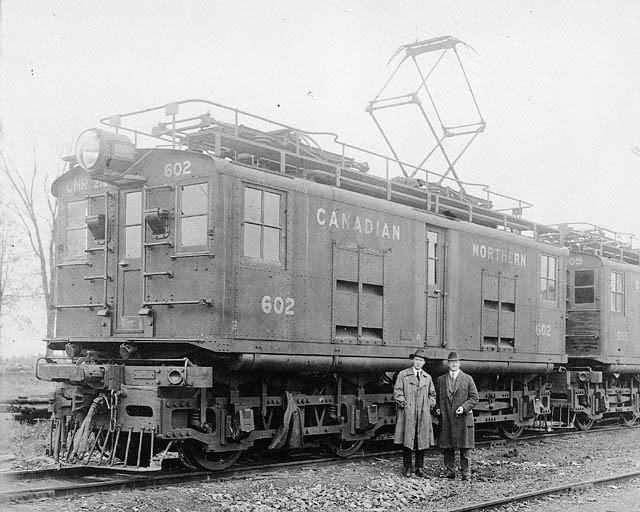
GE 복스캡 (1918-1995)
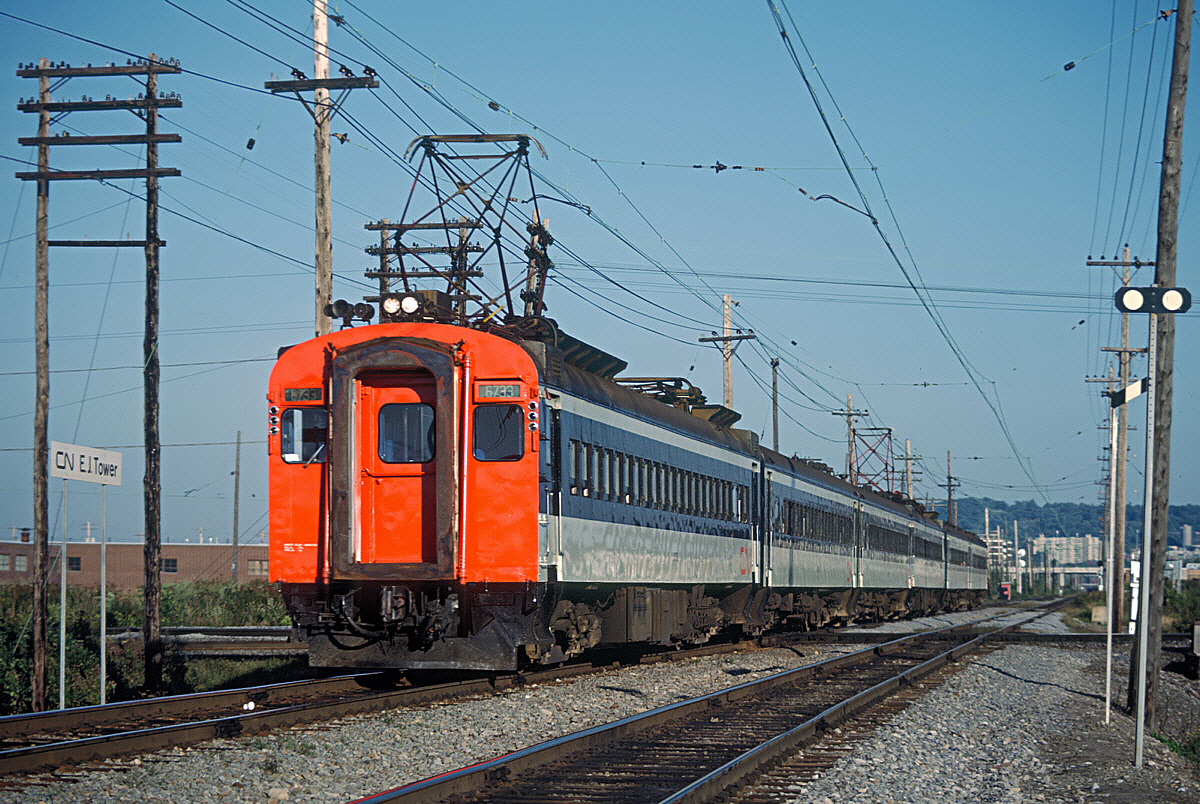
CC&F EP/ET-59A (1952-1995)
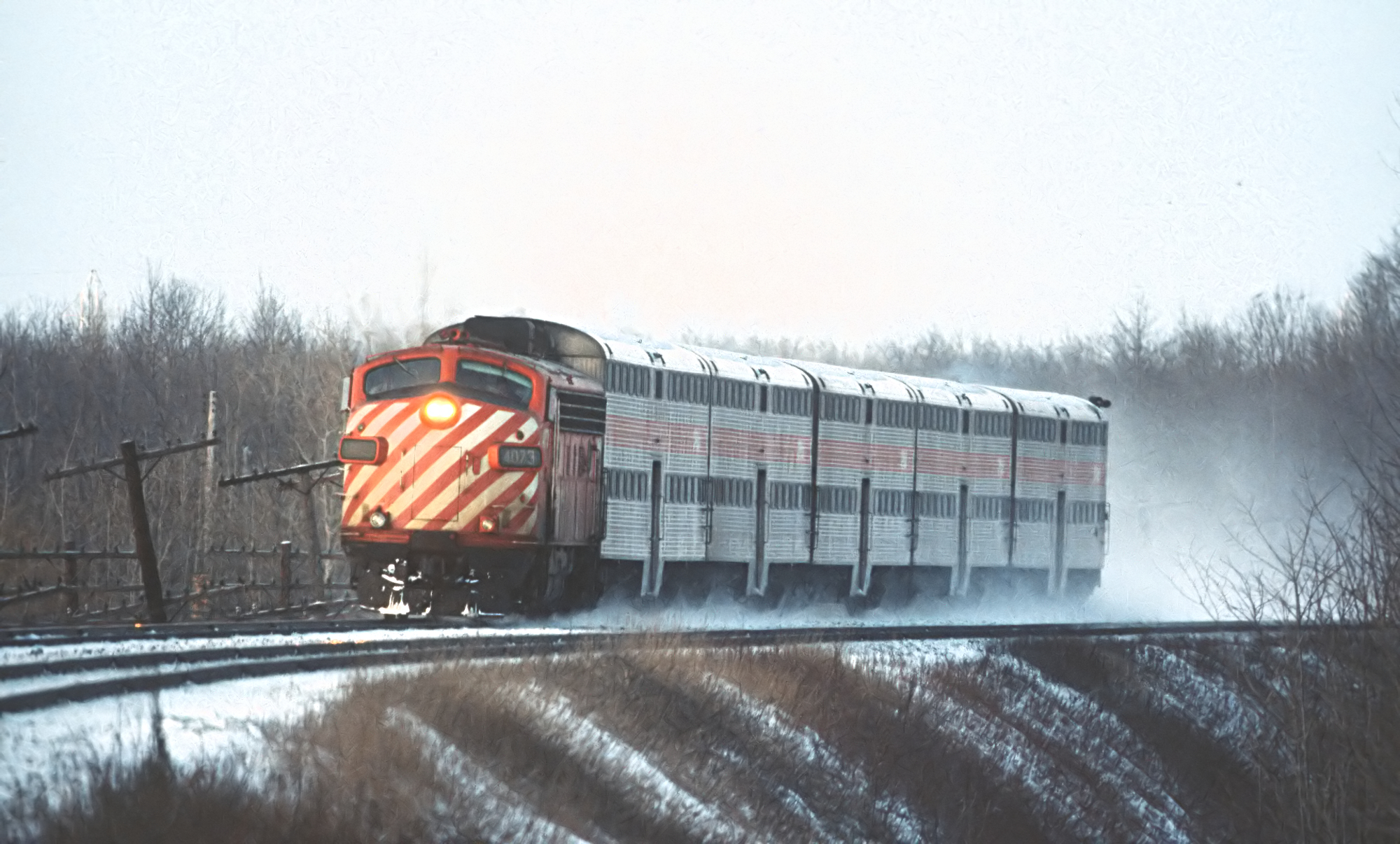
GMD FP7 (1951-2001)

아래 수주 연도에 괄호가 있는 부분은 기존에 다른 철도 회사에서 처음으로 수주 받았던 연도를 뜻한다.
| 기종                             | 차량 번호   | 수주 연도   | 퇴역 연도   | 차량 대수   | 비고                                     |
| 증기 기관차                      | 증기 기관차 | 증기 기관차 | 증기 기관차 | 증기 기관차 | 증기 기관차                              |
| -------------------------------- | ----------- | ----------- | ----------- | ----------- | ---------------------------------------- |
| 그랜드 트렁크 (GT) X-8a 4-4-2ST  |             | 1883        | 1923        |             | 텐더식 증기 기관차                       |
| CP 4-6-4T                        | 624 (5990)  | 1893        | 1924        |             |                                          |
| GT X-9a 4-4-2ST                  | 1532        | (1892)      | 1927        |             | 1894년에 매입, CN 42-44번                |
| GT X-10a 4-6-4WT "허드슨"        | 1540-1545   | 1914        | ~1955       | 6           | CN 45-50번                               |
| CP H1b 4-6-4 "로열 허드슨"       | 2800        | (1930-1937) | 1960        | 10          | 1954년 간선 철도에서 차출                |
| CP G3 4-6-3                      | 2400        |             | 1960        |             | 1954년 간선 철도에서 차출                |
| 디젤 기관차                      |             |             |             |             |                                          |
| GMD FP7                          | 4070-4075   | 1951-1952   | 2001        | 6           | CP 기관차, 이후 AMT 1300-1305번으로 편입 |
| 알코 FPA-2                       | 6750-6755   | 1955        |             | 6           |                                          |
| 알코 RS-3                        | 3900-3901   |             |             | 2           | 1957년에 센트럴 버몬트 철도에서 매입     |
| 버드 기동차 (RDC)                |             | 1957        |             |             | 디젤 유압 전기 동력분산식 열차           |
| GMD GMD-1                        | 1032        | 1959        | 1960        |             | 1960년에 CN 레이크쇼어선 운행 중단       |
| GMD GP-9U                        | 1310-1313   | (1959)      | 2012        | 4           | 1989년에 CN이 매입해서 재단장함          |
| EMD F40PH-2                      | 243-418     | (1976-1981) |             | 15          | 암트랙으로부터 매입함                    |
| EMD F40PH-2C                     | 4117-4118   |             | 2012        | 2           | 2008년에 뉴저지 트랜싯에 임대함          |
| EMD GP40FH-2                     | 4135-4144   |             | 2012        | 5           | 2008년에 뉴저지 트랜싯에 임대함          |
| 전기 기관차                      |             |             |             |             |                                          |
| GE 복스캡 (CN Z-1-a)             | 6710-6715   | 1914-1917   | 1995        | 6           |                                          |
| EE 복스캡 (CN Z-4-a)             | 6716-6724   | 1924-1926   | 1995        | 9           |                                          |
| 내셔널 스틸 카 EP-73-a           | 15903-15904 | 1925        | 1949        | 2           | 그랜드 트렁크 철도 전동차 변환           |
| GE Z-5-a                         | 6725-6727   | 1950        | 1995        | 3           |                                          |
| 캐네디언 카 & 파운드리 EP/ET-59a | 6730-6749   | 1952        | 1995        | 18          | 전기 동력분산식 열차                     |
| 봄바디어 MR-90                   | 400-487     | 1994-1995   | 2020        | 58          | 전기 동력분산식 기관차                   |

### 객차

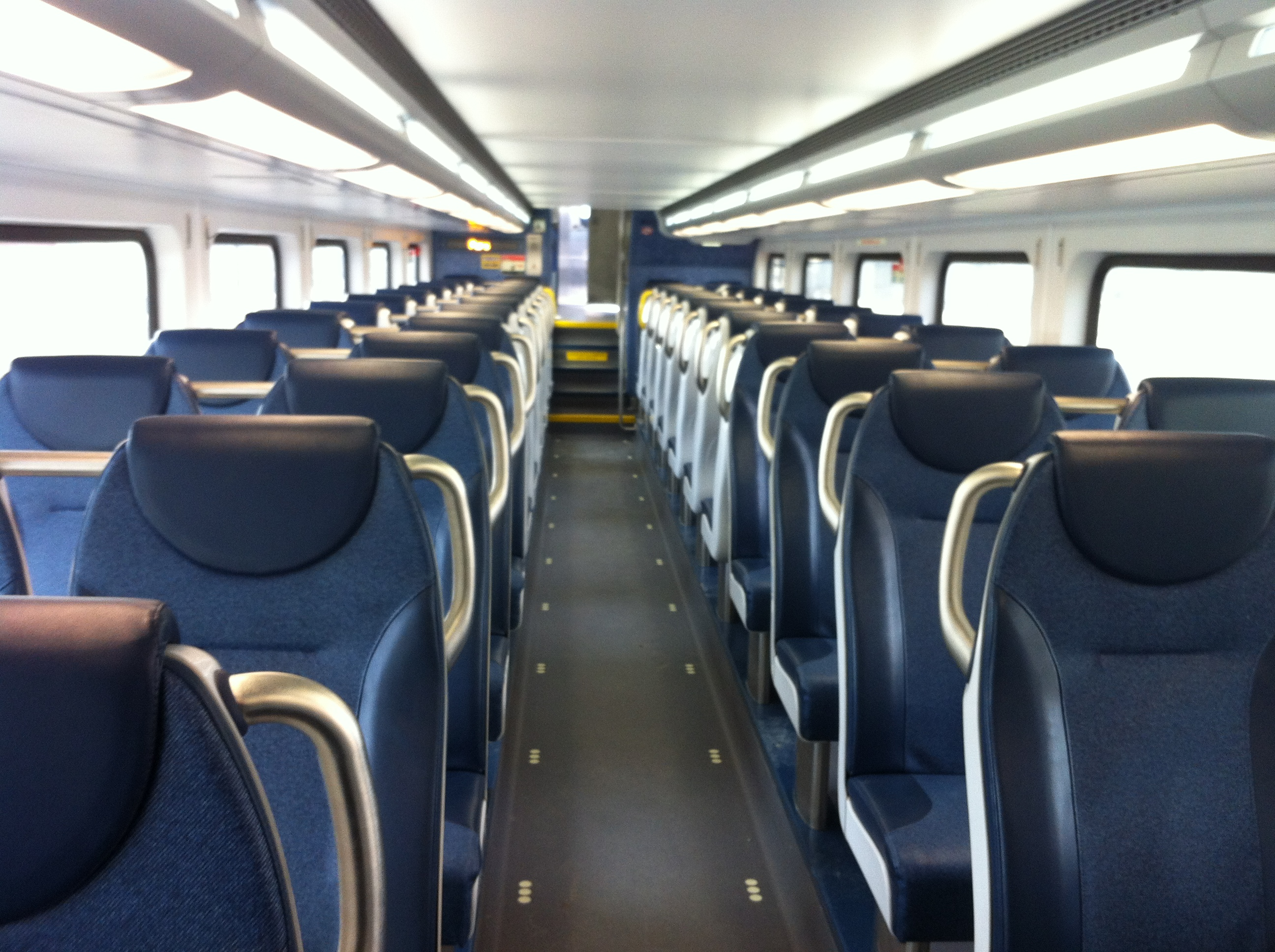
봄바디어 멀티레벨 객차 내부

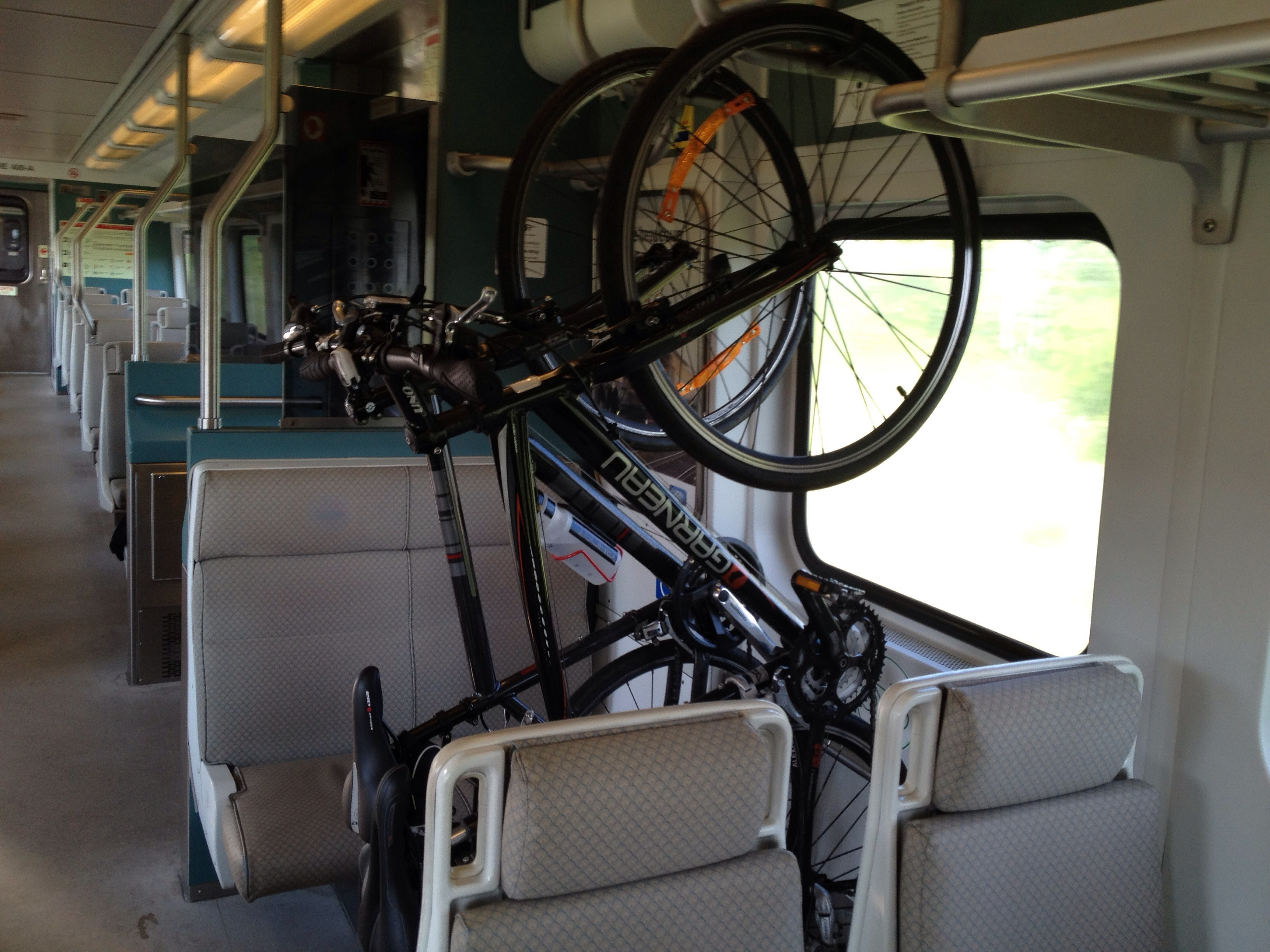
MR-90에 실린 자전거

| 기종                  | 호대 | 수주 연도 | 운행 노선 | 차량 대수 | 정원    | 비고             |
| --------------------- | ---- | --------- | --------- | --------- | ------- | ---------------- |
| 봄바디어 코멧 II      | 700  | 1989      |           | 24        | 116/118 | 2011-13년에 개조 |
| 봄바디어 바이레벨 VII | 2000 | 2004-2005 |           | 22        | 148/154 | 이층 열차        |
| 봄바디어 멀티레벨     | 3000 | 2009-2011 |           | 160       | 142     | 이층 열차        |
| CRRC                  |      | 2019-2020 |           | 24        |         |                  |

#### 퇴역한 객차
| 기종                          | 호대    | 수주 연도   | 퇴역 연도 | 운행 노선 | 차량 대수 | 정원    | 비고                            |
| ----------------------------- | ------- | ----------- | --------- | --------- | --------- | ------- | ------------------------------- |
| CP 코치 차량                  | 100     | 1904        | ~1955     |           |           |         |                                 |
| 헤비웨이트 스틸 코치          |         | 1920        | 1970      |           | ~30       |         |                                 |
| 캐네디언 카 & 파운드리        | 800     | 1953        | 2005      |           | 40        |         |                                 |
| 호커 시들리 RTC-85C           | 100/200 | (1967-1976) |           |           | 14        | 90      | 1994년에 GO 트랜싯으로부터 매입 |
| 캐네디언 바이커스 갤러리 차량 | 900     | 1970        | 2010      |           | 9         | 154/168 | 캐나다 최초의 이층 열차         |
| 호커 시들리 RTC-85            | 1000    | (1967-1976) |           |           | 66        | 94      | 1994년에 GO 트랜싯으로부터 매입 |
| 모리슨 크누센                 | 5000    | (1987-1988) | 2011      |           | 14        | 121     | 2008년에 뉴저지 트랜싯에 임대함 |

### 차량 유지·보수
2016년까지만 해도 몬트리올 통근 열차 차량의 유지·보수는 봄바디어와 CN 기술자들이 맡았지만 2017년 1월부터는 CN이 유지·보수를 중단하면서 봄바디어 트랜스포테이숀이 맡게 되었다.
또한 엑소가 통근 열차 운행을 늘려나가면서 직영 정비 시설을 CN 선로에 한 곳, CP 선로에 한 곳씩 총 두 곳을 설치하기로 하였다. 또한 직영 정비 시설을 통해 러시 아워 외의 평상시에는 열차가 상트랄과 루시앙 랄리에 역 근처에 있는 정비 시설에서 정박할 수 있다.

#### 라신 정비 센터
라신 정비 센터는 2016년에 개장하였으며 CP 야적장이였던 소르탱에 개통하였다. 13 헥타아르 규모의 이 정비 센터는 13량의 열차가 정박할 수 있으며, 정비 시설은 물론 자동 세차와 차량 분리 시설이 있다.

#### 푸앵트생샤를 정비 센터
푸앵스생샤를 정비 센터는 CN의 정비 시설로 쓰였던 곳에 지어지고 있으며 2018년에 개장하였다. 16 헥타아르 규모의 이 정비 센터는 엑소의 주 정비 시설로, 21량의 열차가 정박할 수 있으며, 정비 및 중검수 시설과 자동 세차, 차륜 점검 시설 등이 구비되어있다.

## 미래 계획

### 통근 열차
몬트리올 통근 열차를 확장하고자 하는 계획은 아래와 같이 여러 차례 논의되었다.

#### 칸디악선
- 카나와게와 샤토게는 카나와게에 새로운 정차역을 설치하는 방안을 추진하고 있다.[46]
- 칸디악선을 생장쉬리슐리외까지 연장하는 방안 또한 추진되었으나 2016년에 이 지역은 버스가 통근 열차를 운행하는 것보다 더 빠르고 편리하다는 타당성 조사 결과로 무산되었다.[47]

#### 생제롬선
- 미라벨의 빅토르가에 새로운 정차역을 신설하는 방안은 2018년 7월에 타당성 조사를 통과하였고[48] 2019년 2월에 미라벨 시의회는 역 신설을 위한 엑소의 부지 매입을 승인하였다.[49]
- 2009년에 생제롬선을 몽루아얄 터널을 통해 노선 길이를 10km가량 단축하고 소요 시간을 15분가량 단축하는 방안이 거론되었으나[50] 광역급행철도 (REM)가 이 구간을 지나가게 됨에 따라 무산되었다.

### 경전철
1999년부터 퀘벡 주정부는 경전철 체계를 도입하기 위한 타당성 연구 비용으로 2200만 달러를 투입하였다. 2015년부터 퀘벡 주정부와 퀘벡 연금보험 및 투자신탁공사 ( Caisse de dépôt et placement du Québec, CDPQ)는 아래와 같은 시내에서 출발하는 두 경전철 노선을 검토하였다.
- 서부 경전철: 몬트리올 시내에서 20번 고속도로를 따라 페어뷰 푸앵트클레어까지 이어지는 26억 달러 규모의 28km 구간의 경전철 노선으로, 몬트리올 시내와 도르발까지는 21억 달러가 들어갈 것으로 예상하였다. 이 경우에는 몬트리올 트뤼도 국제공항은 메리오트 호텔 지하에 위치한 역 공간으로 이어질 예정이였다.[52]
- 샹플랭 다리 경전철: 새로 지어지고 있는 샹플랭 다리를 따라 일데쇠르와 브로사르에 있는 DIX30까지 이어지는 경전철 노선으로, 예산 규모는 20-30억 달러로 추산하였다.[52]

2016년 4월 22일, CDPQ는 50억 달러가 넘는 규모의 경전철 체계인 광역급행철도 (Réseau express métropolitain, REM)를 선보였으며, 두몽타뉴선의 새로운 지선 두 개와 합쳐 무인 경전철로 운행하는 계획안을 발표하였다.